# Линдеверра
Линдеверра (нем. Lindewerra) — община в Германии, в земле Тюрингия. 
Входит в состав района Айхсфельд. Подчиняется управлению Ханштайн-Рустеберг.  Население составляет 245 человек (на 31 декабря 2010 года). Занимает площадь 4,40 км².